# Liste der Bodendenkmale in Bendestorf
In der Liste der Bodendenkmale in Bendestorf sind alle Bodendenkmale der niedersächsischen Gemeinde Bendestorf aufgelistet. Die Quelle ist der Denkmalatlas Niedersachsen. Der Stand der Liste ist der 20. Oktober 2024.

## Allgemein
In den Spalten finden sich folgende Informationen des Bodendenkmales :
- Lage        : geographische Koordinaten
- Bezeichnung : Bezeichnung lt. Denkmalatlas
- Beschreibung: Beschreibung lt. Denkmalatlas
- ID          : Objekt-ID
- Bild        : Bild, ggf. zusätzlich mit Link zu weiteren Fotos im Medienarchiv Wikimedia Commons.

## Ahnsbeck
| Lage                        | Bezeichnung             | Beschreibung                                                                   | ID       | Bild |
| --------------------------- | ----------------------- | ------------------------------------------------------------------------------ | -------- | ---- |
| 53° 19′ 58″ N, 9° 57′ 30″ O | Bendestorf 6, Grabhügel | Dm. 15 m, erhaltene Höhe 1 m. Spuren von Abgrabungen im Norden und Nordwesten. | 28959014 | BW   |